# Липтичная
Липтичная — река в России, протекает по Республике Коми. Устье реки находится в 229 км по левому берегу реки Тобыш. Длина реки составляет 32 км.

## Притоки
- 9 км: Верхняя Липта (пр)
- 15 км: река без названия (лв)
- 21 км: Нижняя Липтичная (пр)

## Данные водного реестра
По данным государственного водного реестра России относится к Двинско-Печорскому бассейновому округу, водохозяйственный участок реки — Печора от водомерного поста Усть-Цильма и до устья, речной подбассейн реки — бассейны притоков Печоры ниже впадения Усы. Речной бассейн реки — Печора.
Код объекта в государственном водном реестре — 03050300212103000080048.